# Мина Полоцкий
О других святых с этим именем см. Мина (имя)
Мина По́лоцкий (ум. 20 июня 1116, Полоцк) — епископ Полоцкий, православный святой, святитель.

## Житие
Место рождения и родители неизвестны. До рукоположения во епископы продолжительное время был монахом Киево-Печерского монастыря.
13 декабря 1105 года он был хиротонисан во епископа Полоцкого. Историк Ю. А. Артамонов указывает, что данная дата не отмечена каким-либо большим торжеством в церковном календаре. Кроме того это день приходился на среду, которая была постным днём. Такая дата противоречит византийском и древнерусскому обычаю приурочивать епископские хиротонии к большим праздникам. Это либо это — исключение из правила, либо хронологическая неточность, допущенная летописцем.
По другой версии, святитель Мина был четвёртым игуменом в синодике Зверинецкого монастыря.
Во время монашеского пострига святой Евфросинии Полоцкой был епископом Полоцким, но постриг в Полоцком монастыре (предположительно 15 февраля 1116 года) совершал не он. Исследователь жития Евфросинии Полоцкой А. Мельников объясняет это тем, что тогдашний епископ Мина Полоцкий доживал свои последние дни и нельзя было в такой деликатной ситуации просить его о благословении.

## Упоминания
Упоминается в чине православного богослужения Киево-Печерским святым отцам, а также в Киево-Печерском патерике.

## Память
Святитель Мина Полоцкий известен как один из первых русских святых архиереев, а также христианских просветителей Руси.
Дата канонизации не известна.
В 1984 включен в Собор Белорусских святых.
Определением Архиерейского собора Русской православной церкви 2—3 февраля 2016 года его имя было включено в месяцеслов Русской православной церкви для общецерковного почитания.
Память совершается 20 июня (3 июля) и в день Собора Белорусских святых.
В посёлке Ивенец в честь святого Мины освящён нижний храм.

## Молитвы

### Тропарь
Тропарь (глас 4):
Правило веры, и образ кротости, воздержания учителя яви тя стаду твоему, яже вещей истина. Сего ради стяжал еси смирением высокая, нищетою богатая: отче священноначальниче Мино, моли Христа Бога спастися душам нашим.